# Comarcas de Canarias
La Comunidad Autónoma de Canarias es un archipiélago formado por ocho islas (siete de ellas con administración propia), divididas en 88 municipios adscritos a dos provincias. Tanto el territorio natural de las islas como sus municipios pueden agruparse en una o varias comarcas de diverso tamaño y denominación, atendiendo a criterios naturales, geográficos, históricos, agrarios, funcionales, judiciales, demográficos o estadísticos. El Estatuto de Autonomía de Canarias no contempla a la comarca como una demarcación administrativa, pero sí permite la agrupación de los municipios para la gestión de sus competencias, lo que les permite la creación de mancomunidades.
- Comarcas de El Hierro
- Comarcas de Fuerteventura
- Comarcas de La Gomera
- Comarcas de Gran Canaria
- Comarcas de Lanzarote y La Graciosa
- Comarcas de La Palma
- Comarcas de Tenerife

## Tipología
En general, pueden distinguirse hasta tres tipos de comarcas en Canarias:
- Las regiones naturales que se extienden dentro de un único municipio, claramente diferenciables del resto del término (por ejemplo, Agache o Nisdafe). Este tipo de comarca suele ser el utilizado en las islas de menor superficie y población, como El Hierro y La Gomera.
- Las consistentes en regiones naturales distribuidas entre varios municipios (Teno, Anaga, El Jable, medianías y cumbres de Gran Canaria...) o en la agrupación de varios municipios contiguos entre sí (Acentejo, Abona, Sureste de Gran Canaria, Centro-Sur de Fuerteventura, etc.).[1][4]
- Las grandes comarcas, formadas por las zonas de las islas ubicadas hacia o contra barlovento de los vientos alisios (norte y sur de Tenerife, Gran Canaria o La Gomera, este y oeste de La Palma). Predomina en las islas de mayor relieve y es la utilizada para la demarcación agraria de Tenerife.[2] Además, en esta tipología se suele considerar también el hecho metropolitano, por el que, con fines funcionales y estadísticos, acaba dividiendo a las islas capitalinas en tres principales áreas: El norte, el sur y las metrópolis de Las Palmas de Gran Canaria y Santa Cruz-La Laguna. El resto de islas conforman, en sentido urbano y estadístico, una única gran comarca.[10]

## Comarcas estadísticas

Comarcas utilizadas por el ISTAC.

El Instituto Canario de Estadística agrupa a los 88 municipios canarios en las siguientes comarcas:
| Gran Comarca                        | Comarca                 | Superficie (km2)        | Población (2020)        | Municipios                                                                           |
| Provincia de Las Palmas             | Provincia de Las Palmas | Provincia de Las Palmas | Provincia de Las Palmas | Provincia de Las Palmas                                                              |
| ----------------------------------- | ----------------------- | ----------------------- | ----------------------- | ------------------------------------------------------------------------------------ |
| Fuerteventura                       | Centro                  | 352,87                  | 13 745                  | Betancuria y Antigua                                                                 |
| Fuerteventura                       | Norte                   | 647,584                 | 69 042                  | La Oliva y Puerto del Rosario                                                        |
| Fuerteventura                       | Sur                     | 660,548                 | 36 945                  | Pájara y Tuineje                                                                     |
| Gran Canaria Área Metropolitana     | Área Metropolitana      | 260,178                 | 540 742                 | Arucas, Las Palmas de Gran Canaria, Santa Brígida y Telde                            |
| Gran Canaria Norte                  | Centro Norte            | 140,971                 | 40 633                  | Firgas, Teror, Valleseco, Valsequillo de Gran Canaria y Vega de San Mateo            |
| Gran Canaria Norte                  | Noroeste                | 181,736                 | 51 612                  | Agaete, Gáldar, Moya y Santa María de Guía de Gran Canaria                           |
| Gran Canaria Norte                  | Oeste                   | 293,796                 | 10 440                  | Artenara, La Aldea de San Nicolás y Tejeda                                           |
| Gran Canaria Sur                    | Suroeste                | 503,862                 | 73 884                  | Mogán y San Bartolomé de Tirajana                                                    |
| Gran Canaria Sur                    | Sureste                 | 180,28                  | 138 210                 | Agüimes, Ingenio y Santa Lucía de Tirajana                                           |
| Lanzarote                           | Este                    | 129,284                 | 104 372                 | Arrecife, San Bartolomé y Tías                                                       |
| Lanzarote                           | Norte                   | 368,18                  | 27 966                  | Haría y Teguise                                                                      |
| Lanzarote                           | Suroeste                | 347,421                 | 23 474                  | Tinajo y Yaiza                                                                       |
| Provincia de Santa Cruz de Tenerife |                         |                         |                         |                                                                                      |
| El Hierro                           | El Hierro               | 267,713                 | 11 147                  | La Frontera, El Pinar de El Hierro y Valverde                                        |
| La Gomera                           | Norte                   | 173,347                 | 5764                    | Agulo, Hermigua y Vallehermoso                                                       |
| La Gomera                           | Sur                     | 194,257                 | 15 914                  | Alajeró, San Sebastián de La Gomera y Valle Gran Rey                                 |
| La Palma                            | Capitalina              | 158,707                 | 33 622                  | Breña Alta, Breña Baja, Santa Cruz de La Palma y Villa de Mazo                       |
| La Palma                            | Noreste                 | 121,119                 | 8661                    | Barlovento, Puntallana y San Andrés y Sauces                                         |
| La Palma                            | Noroeste                | 187,021                 | 6440                    | Garafía, Puntagorda y Tijarafe                                                       |
| La Palma                            | Valle de Aridane        | 239,255                 | 34 735                  | Fuencaliente de La Palma, Los Llanos de Aridane, El Paso y Tazacorte                 |
| Tenerife Área Metropolitana         | Área Metropolitana      | 319,134                 | 396 888                 | El Rosario, San Cristóbal de La Laguna, Santa Cruz de Tenerife y Tegueste.           |
| Tenerife Norte                      | Acentejo                | 103,024                 | 66 311                  | La Matanza de Acentejo, Santa Úrsula, El Sauzal, Tacoronte y La Victoria de Acentejo |
| Tenerife Norte                      | Daute                   | 144,187                 | 17 250                  | Buenavista del Norte, Garachico, Los Silos y El Tanque                               |
| Tenerife Norte                      | Icod                    | 139,675                 | 33 729                  | La Guancha, Icod de los Vinos y San Juan de la Rambla                                |
| Tenerife Norte                      | Valle de La Orotava     | 271,204                 | 109 406                 | La Orotava, Puerto de la Cruz y Los Realejos                                         |
| Tenerife Sur                        | Abona                   | 485,964                 | 85 498                  | Arico, Fasnia, Granadilla de Abona, San Miguel de Abona y Vilaflor de Chasna.        |
| Tenerife Sur                        | Suroeste                | 385,254                 | 164 884                 | Adeje, Arona, Guía de Isora y Santiago del Teide                                     |
| Tenerife Sur                        | Valle de Güímar         | 186,021                 | 54 638                  | Arafo, Candelaria y Güímar                                                           |